# Sieur Dubois

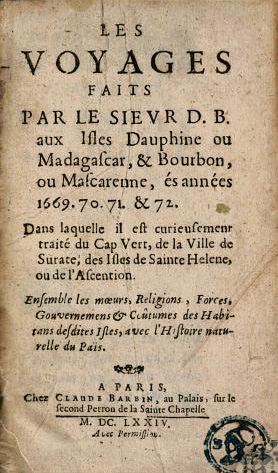
"Les voyages faits par le sieur D.B. aux isles Dauphine ou Madagascar et Bourbon ou Mascarenne, ès années 1669, 70, 71 et 72" di Sieur Dubois

Il Sieur Dubois, noto semplicemente come Dubois, (XVII secolo), è stato un viaggiatore francese di lungo corso che raggiunse le isole di Madagascar e Réunion (allora nota come Bourbon) nei primi periodi della loro colonizzazione da parte della Francia. È conosciuto soprattutto per il resoconto che ha lasciato di questo viaggio, nel quale fece menzione di numerose specie di uccelli all'epoca endemiche di Réunion e attualmente scomparse, ad esempio l'ibis di Réunion.